# 乌林台巴达
乌林台巴达（?—?），一作乌林台巴靼，是传说中的蒙古瓦剌部绰罗斯氏領袖，孛罕之子。
德裔俄罗斯博物学家彼得·西蒙·帕拉斯于18世纪在圣彼得堡用德文出版的《蒙古历史资料汇编》中提到了輝特部的贵族娶一“天女”，但此天女趁其外出与孛罕私通，生下一子放在树下，孛罕在雾中找到他，正好头上有猫头鹰飞过，故得名（蒙古语称貓頭鷹为“乌林”，“乌林台”意为有枭的，“巴旦”为霧）。
根据蒙古史料记载，乌林台巴达是卫拉特的太师。《蒙古源流》称之为乌林台巴达台什（太师），记载孛罕之子就是乌林台巴达。《蒙古源流笺证》称，可能是《准噶尔纪略》记载的孛罕背着正妻和其他女人生的乌林台巴达台什。
| 前任： 孛罕 | 瓦剌首领 13世纪之前 | 繼任： 浩海达裕 |